# Janez Drvarič
Janez DRVARIČ, slovenski košarkarski trener, rojen 21. maj 1949, Radenci, Slovenija, Jugoslavija
Drvarič je mednarodno priznani košarkarski strokovnjak, ki ima za seboj izjemno trenersko pot. Po končani Visoki šoli za telesno kulturo, sedaj Fakulteta za šport, se je leta 1972 zaposlil  kot trener-inštruktor na Košarkarski zvezi Slovenije. Njegovo primarno delo takrat je bilo selekcioniranje, treniranje in vodenje mladih perspektivnih igralcev v okviru takratnih republiških selekcij oziroma reprezentancah Slovenije. Hkrati pa je v teh procesih sodeloval in deloval kot pomočnik in trener tudi v kadetskih (mlajši mladinci) in mladinskih selekcijah nekdanje Jugoslavije.
Kot glavni trener je Drvarič vodil kadetsko reprezentanco Jugoslavije na treh evropskih prvenstvih. Prvič leta 1975 v Grčiji, ko je takratna selekcija, za katero je uspešno igral tudi Peter Vilfan, osvojila bronasto medaljo. Leta 1987 je jugoslovanska kadetska reprezentanca na Madžarskem postala evropski prvak. Takrat je bil najboljši igralec reprezentance Arijan Komazec. Leta 1989 so v Španiji kadeti Jugoslavije osvojili srebrno medaljo.
Drvarič je bil leta 1975 glavni trener mladinsko reprezentanco Jugoslavije na balkanskem prvenstvu v Čačku, Srbija in leta 1881 na balkanskem prvenstvu v Bolgariji. Obakrat je jugoslovanska reprezentanca osvojila 1. mesto. Leta 1980 pa je bil Drvarič pomočnik trenerja mladinske reprezentance Jugoslavije, ki je bila druga na evropskem prvenstvu v Celju.
Leta 1983 je bil Drvarič glavni trener članske reprezentance Jugoslavije na balkanskem prvenstvu v Vrbasu, Srbija in Sredozemskih igrah v Casablanci, Maroko. Jugoslovanska reprezentanca je obakrat osvojila prvo mesto. Takratna košarkarska reprezentanca Jugoslavije na Sredozemskih igrah je dosegla res velik uspeh še zlasti zato, ker je bila to oslabljena in pomlajena članska selekcija. Bolj izkušena igralca sta bila le Mihovil Nakić in Ivo Sunara. Ostali igralci pa so bili takrat še mladi in brez mednarodnih članskih reprezentančnih izkušenj. Še posebej dramatična je bila finalna tekma proti reprezentanci Italije, ki je na Sredozemske igre prišla s selekcijo, s katero je junija 1983 v Franciji postala evropski prvak. Ob polčasu je jugoslovanska reprezentanca še zaostajala (39:44), drugi polčas pa je odigrala odlično in v dramatični končnici zmagala z rezultatom 77:75.
Mlado člansko reprezentanco Jugoslavije je Drvarič kot glavni trener vodil novembra 1988 na turneji po ZDA, kjer je ta reprezentanca igrala z univerzitetnimi ekipami NCAA Divizija I: Miami, Georgia Tech, Michigan State, Michigan, Iowa, Arkansas in Lousiana State. Jugoslavija je trikrat zmagala in štirikrat izgubila. Najboljši igralec takratne reprezentance je bil Jure Zdovc.
Drvarič je bil pomočnik trenerja članskih reprezentanc Jugoslavije na evropskih prvenstvih leta 1983 v Franciji (7. mesto) in 1989 v Zagrebu (1. mesto), na Univerzijadi 1987 v Zagrebu (1. mesto) ter na Olimpijskih igrah 1984 v Los Angelesu (bronasta medalja) in 1988 v Seulu (srebrna medalja).
Leta 1993 je bil Drvarič selektor in glavni trener članske košarkarske reprezentance Slovenije  Slovenska košarkarska reprezentanca  na dodatnih kvalifikacijah za evropsko prvenstvo na Poljskem. Slovenija je zmagala na vseh sedmih tekmah. V finalu je premagala Hrvaško z 94 : 90. Za Slovenijo so na tej tekmi največ košev dosegli Slavko Kotnik 28, Teoman Alibegović 20, Darko Mirt 14 in Roman Horvat 14. Za Hrvaško pa Dražen Petrović 30. To je bila Draženova zadnja tekma pred njegovo tragično prometno nesrečo. Pod Drvaričevim vodstvom je slovenska košarkarska reprezentanca v svojem prvem nastopu na Evropskem prvenstvu 1993 v Nemčiji, osvojila štirinajsto mesto.
Kot glavni trener klubskih ekip je Drvarič vodil KD  Slovan (1977 - 1882) v 2. in 1. B zvezni ligi SFRJ. Slovan je bil v tem obdobju trikrat pokalni prvak Slovenije (1980, 1981 in 1982) in z uvrstitvijo na 2. mesto v 1. B zvezni ligi v sezoni 1980/81 na pragu 1. zvezne jugoslovanske lige. Drvarič je bil glavni trener članske ekipe Slovan tudi od 1993 do 1995 v 1. slovenski košarkarski ligi.
Drvarič je bil od 1982 - 1985 glavni trener članske ekipe košarkarskega kluba Olimpija Ljubljana v 1. zvezni ligi SFRJ in 1. B zvezni ligi SFRJ.  Vidnejši rezultat Olimpije v tem obdobju je bila uvrstitev v polfinale evropskega pokala pokalnih zmagovalcev v sezoni 1982/83. Drvarič je bil glavni trener članske ekipe Olimpije še v letu 1995 v 1. zvezni ligi SFRJ in evropskem pokalu.
V sezoni 1986/87 je bil Drvarič trener članske ekipe košarkarskega kluba Cibona Zagreb v 1. zvezni ligi SFRJ in v evropskem pokalu pokalnih zmagovalcev v katerem je Cibona osvojila 1. mesto. Ta ekipa je v tej sezoni na 45 uradnih tekmah zmagala 41 krat in izgubila le 4 krat, kar je doslej najboljše razmerje zmag in porazov tega kluba. V Ciboni je takrat igral tudi Dražen Petrović.
Od leta 1988 - 1989 je bil Drvarič zaposlen na Košarkarski zvezi Jugoslavije v Beogradu kot glavni trener kadetske in mladinske reprezentance Jugoslavije ter pomočnik članske reprezentance Jugoslavije.
Od 1989 -1991 je bil Drvarič glavni trener Pallacanestro Pordenone v B italijanski ligi, od 1991 -1993  košarkarskega društva Jadran Trst, v C in B italijanski ligi.
Drvarič je bil od 1996 - 2003 zaposlen na Košarkarski zvezi Slovenije kot direktor reprezentanc in vodja košarkarskih šol nacionalnega pomena.
Leta 2003 je Drvarič ponovno odšel v Italijo, kjer je bil do leta 2005 strokovni svetovalec in pomočnik trenerja članske ekipe Košarkarski klub Snaidero Udine v A-1 italijanski ligi. Od 2007 - 2011 pa glavni trener članske ekipe Pallacanestro Pordenone v B italijanski ligi.
Od 2005 - 2007 in 2011 - 2014 je Drvarič deloval v košarkarski klub Union Olimpija Ljubljana kot vodja mladinskega pogona.
Drvarič je od leta 2002 FIBA inštruktor za trenerje in predava na številnih mednarodnih trenerskih tečajih, seminarjih in klinikah po Evropi in svetu.
Drvarič je predaval na Olympic Solidarity Coaching Clinic: leta 2002 Dubai, Združeni Arabski Emirati; leta 2006 Tbilisi, Gruzija; leta 2006 Auckland, Nova Zelandija in Melbourne, Avstralija; leta 2014  Doha, Katar in leta 2014 Nikozija, Ciper.
Od 2009 naprej je Drvarič stalni predavatelj na klinikah Fiba Europe Coaching Certificate (FECC).
Od leta 2007 naprej je Drvarič vsako poletje FIBA inštruktor-trener na mednarodnem kampu FIBA EUROPEAN WOMEN'S BASKETBALL SUMMIT v Postojni.
Od 1973 naprej Drvarič predava na številnih tečajev in seminarjev za košarkarske trenerje v Sloveniji.
Od 2015 naprej je Drvarič zunanji sodelavec-predavatelj na Pedagoški fakulteti Univerze v Mariboru, Športno treniranje - košarka.                   
Drvaričeve vodilne funkcije so bile:
1977 - 1981 predsednik komisije za moško košarko Košarkarske zveze Slovenije
1996 – 2004 predsednik Strokovnega sveta Košarkarske zveze Slovenije
2007- 2017 predsednik komisije za košarko mladih Košarkarske zveze Slovenije.
Bibliografija:
Drvarič, J. (2001).Tehnika za vedno, taktika za en dan.
(http://www.kosarkarski-trenerji.com/index.php?st=strokovniclanki
Drvarič, J. (2003). The Slovenian Federation Youth Program. Geneva. Revija FIBA Assist Magazine, štev. 2, letnik 2003, str. 18-21.
Drvarič, J. (2006). Kako zaustaviti negativne trende v razvoju slovenske košarke? Ljubljana, Revija Šport, štev. 4, letnik 2006, str. 3-4. 
Drvarič, J. (2014). Metodika učenja meta in odpravljanje napak.
(http://www.kosarkarski-trenerji.com/index.php?st=junijskiseminar)
Drvarič, J. (2014). Treniranje meta.
(http://www.kosarkarski-trenerji.com/index.php?st=junijskiseminar) 
Drvarič, J. (2015). Tehnično-taktični vidiki in vaje podaj ter lovljenja žoge.
(http://www.kosarkarski-trenerji.com/index.php?st=junijskiseminar2015)